# Goiânia (tiểu vùng)
Goiânia là một tiểu vùng thuộc bang Goiás, Brasil. Tiều vùng này có diện tích 6825 km², dân số năm 2007 là 1690758 người.